# 曾飞洋
曾飞洋，广东劳工组织行动者，番禺打工族文书处理服务部负责人。1996年毕业于广东广州的华南师范大学，在司法局、律师事务所工作一段时间后，在1998年参与到劳工组织番禺打工族文书处理服务部，后成为机构负责人。番禺打工族文书处理服务部是一家协助工人法律维权的劳工NGO，曾飞洋工作期间也积极参与到广东工人集体行动中，例如协助工人通过集体谈判等形式来讨薪，他曾参与到东莞裕园鞋厂、广州利得鞋厂的罢工行动中。工人向他赠送了一块写有“工运之星”的牌匾。2016年9月曾飞洋因“聚众扰乱社会秩序罪”被判有期徒刑三年、缓刑四年，主要原因是他协助利得鞋厂的罢工。

## 劳工活动
曾飞洋在1999年成为番禺打工族文书处理服务部负责人，并主导该组织转型为非营利组织，初期主要为工人做普法工作，以及探访工伤工人并协助他们维权。2008年金融危机后，大量工厂面临关闭和搬迁，也催生出大量的工人维权事件，曾飞洋在2010年后，协助了多起工厂工人的罢工维权。他认为工人个体维权的力量单薄，所以转以集体罢工和集体谈判的形式为工人维权。 其参与的工人集体行动事件包括有广州中医药大学第一附属医院集体谈判、南沙联盛塑料五金模具厂集体谈判、恒宝珠宝首饰厂集体谈判、广州军区总医院保洁工集体谈判、广州大学城环卫工集体谈判、利得鞋厂集体谈判。

## 案件及判刑
2015年12月3日，曾飞洋被广州市警方拘留。2016年1月8日，他被正式逮捕和起诉，罪名是“聚众扰乱社会秩序罪”。2016年9月26日，曾飞洋案件在广州番禺区法院审理，他被指控策划了利德鞋厂罢工，导致企业无法正常生产，造成严重损失，曾飞洋当庭认罪，被判处有期徒刑三年、缓刑四年。
曾飞洋家属原本委托了律师陈进学作为曾飞洋的辩护人，陈在案件审判前称，利得鞋厂工人的维权活动是自发的，对曾飞洋的指控不真实，他也曾在2016年的6月和7月会见过曾飞洋，但在7月时突然被解除律师委托，也不得再会见曾飞洋。
学者王江松认为这一判决是“典型的秋后算账”，因为利得鞋厂经过几轮的集体谈判，最后签订的劳资协议有政府的公章，而在集体行动期间，警察也没有驱散工人，说明警方和镇政府认可劳资谈判和协议的合法性。

## 新华社报道事件
曾飞洋被拘留后，新华社在2015年12月22日刊出一篇名为《揭开“工运之星”光环的背后--“番禺打工族文书处理服务部”主任曾飞洋等人涉嫌严重犯罪案件调查》的文章，文中指控了曾飞洋的多项问题，包括曾飞洋煽动工人罢工、收取境外资金、冒用他人名字参加高考、曾因侮辱妇女被行政拘留、有婚外情。 该文章刊出时，曾飞洋仍在拘留中，也未被起诉，而律师并未能与他会见。曾飞洋的母亲陈文英对这文章的回应是“不相信”，并起诉新华社及文章作者，指其侵犯了曾飞洋的名誉权。